# Victoria de Bade
Titres
Reine consort de Suède
8 septembre 1907 – 4 avril 1930
(22 ans, 6 mois et 27 jours)
Princesse héritière consort de Suède
7 juin 1905 – 8 septembre 1907
(2 ans et 1 jour)
Princesse héritière consort de Norvège
20 septembre 1881 – 7 juin 1905
(24 ans, 9 mois et 28 jours)
Signature
Victoria de Bade (en allemand : Viktoria von Baden, en suédois : Victoria av Baden), née le 7 août 1862 à Karlsruhe (grand-duché de Bade) et morte le 4 avril 1930 à Rome (royaume d'Italie), appartient à la famille grand-ducale de Bade. Elle est reine de Suède de 1907 à sa mort, en sa qualité d'épouse du roi Gustave V.

## Naissance
Victoria de Bade naît le 7 août 1862 au château de Karlsruhe, en Allemagne. Son père, le grand-duc Frédéric Ier de Bade, était le quatrième enfant du grand-duc Léopold Ier de Bade et de la grande-duchesse Sophie (née princesse Sophie de Suède) ; fille de Gustave IV Adolphe, de la dynastie de Holstein-Gottorp). Sa mère est née princesse Louise de Prusse, deuxième enfant de l'empereur allemand Guillaume Ier et de l'impératrice Augusta (née princesse Augusta de Saxe-Weimar). Par sa grand-mère paternelle, Victoria est également l'arrière-petite-fille du roi Gustave IV Adolphe de Suède et de la reine Frederika (née princesse Frédérique de Bade). De plus, son grand-père Léopold Ier de Bade est l'arrière-arrière-arrière-petit-fils de Frédéric VI de Bade-Durlach, gendre de Catherine Vasa (des anciens rois de Suède).
La princesse porte le prénom de sa tante par alliance, la Kronprinzessin née princesse Victoria du Royaume-Uni.

## Mariage
En 1877, le prince Gustave de Vasa, fils unique du roi détrôné Gustave IV de Suède, meurt sans descendance mâle. Sa fille Caroline de Vasa a épousé le roi Albert de Saxe mais n'a pas d'enfant. À sa mort, le grand-duc de Bade sera l'héritier des droits de l'ancienne dynastie. En effet, les Bernadotte qui ont accédé au trône suédois après la destitution du roi Gustave IV, sont considérés comme des parvenus par les princes d'Europe. Une union entre l'hériter du trône de Suède et une princesse de Bade apporterait au roi Bernadotte le sang des Holstein-Gottorp-Vasa. (Dans la mesure où ses deux frères n'auront pas de descendance, la reine Victoria de Suède sera même l'héritière des Vasa et transmettra ses droits à ses enfants).
La princesse Victoria épouse le 20 septembre 1881 le prince héritier Gustave de Suède et de Norvège, fils du roi Oscar II de Suède et de la reine Sophie (née princesse Sophie de Nassau). La princesse Victoria devient alors princesse de Suède et de Norvège, duchesse de Värmland.

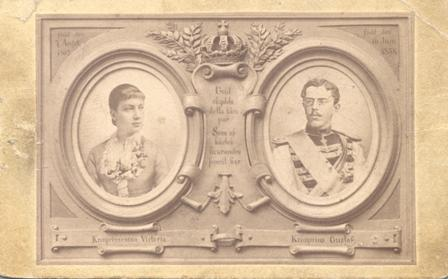
Victoria et Gustave V de Suède.
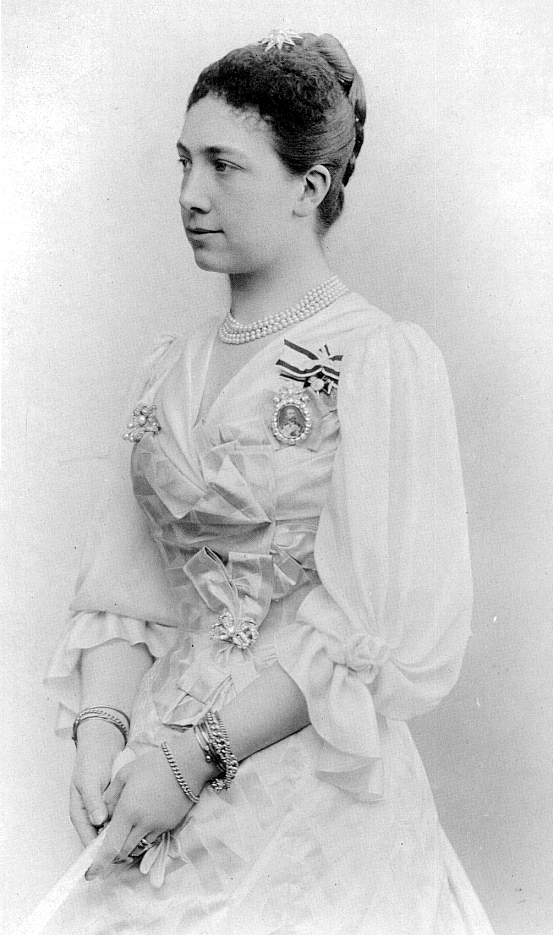
La princesse Victoria de Suède et de Norvège dans les années 1880.

## Enfants
La princesse Victoria et le prince Gustave ont trois enfants, qui descendant de la lignée légitime reçoivent les prénoms des anciens rois de Suède en signe de continuité dynastique :
1. Le prince Gustave-Adolphe de Suède (11 novembre 1882 - 15 septembre 1973), devenu le roi Gustave VI ;
2. Le prince Guillaume de Suède, duc de Södermanland (17 juin 1884 - 5 juin 1965) ;
3. Le prince Erik de Suède, duc de Västmanland (20 avril 1889 - 20 septembre 1918).

## Reine de Suède
À la mort de son beau-père le 8 septembre 1907, son époux devient roi sous le nom de Gustave V et elle-même devient reine consort.
La reine Victoria exerce une influence politique importante sur son mari, qui est souvent considéré comme pro-allemand. Malgré les liens entre leurs familles, on raconte que leur mariage n'aurait pas été tellement heureux (bien qu'on dise aussi que les rapports se seraient améliorés vers la fin de leur vie). Tous deux entretiennent des liaisons extraconjugales.
La reine Victoria souffre d'une très mauvaise santé, souffrant notamment de bronchite et peut-être de tuberculose, due en grande partie au fait qu'elle avait été mal soignée par plusieurs médecins dans sa jeunesse. Alors princesse héritière, elle se rend souvent à l'étranger en voyage pour améliorer son état mais, une fois devenue reine, ses voyages deviennent plus rares.
De 1892 à sa mort, Axel Munthe est son médecin personnel et il recommande que pour sa santé qu'elle passât les hivers sur l'île italienne de Capri. Tout d'abord hésitante, elle fait le voyage à l'automne 1910 ; elle y est accueillie officiellement et une foule l'escorte du port à l'hôtel Paradise. Dès lors, sauf pendant la Première Guerre mondiale et les deux dernières années de sa vie, elle passe plusieurs mois par an à Capri. Après quelque temps, elle décide d'y acheter sa propre résidence, une ferme intime et rustique de deux étages qu'elle baptise Casa Caprile et dont elle soigne particulièrement le paysage, l'entourant d'un parc touffu. Dans les années 1950, quelques années après sa mort, cette propriété devient un hôtel.
La plupart du temps, la reine se rend le matin à la résidence de Munthe, la Villa San Michele, pour le rejoindre et se promener avec lui autour de l'île. Tous les deux organisent également le soir, à San Michele, des concerts où la reine joue du piano. Ils partagent encore l'amour des animaux, et l'on voit souvent la reine avec un chien en laisse ; elle apporte son soutien à Munthe dans ses efforts (au bout du compte couronnés de succès) pour acheter le mont Barbarossa et en faire un sanctuaire d'oiseaux. Devant une telle amitié, et la population locale n'étant pas nombreuse, il était peut-être inévitable qu'on racontât que Munthe et la reine étaient amoureux, quoique rien ne permette de l'affirmer.
Bien que la reine Victoria ait perdu beaucoup de sa popularité auprès des Suédois en raison de son attitude souvent très pro-allemande (surtout sur le plan politique) pendant la Première Guerre mondiale, où l'on prétend qu'elle aurait largement influencé son mari, elle reste respectée et admirée pour sa personnalité forte et féminine. Elle connaît a posteriori une certaine réhabilitation chez les historiens suédois compte tenu de son éducation stricte et terriblement prussienne, mais aussi des constants et douloureux problèmes de santé qui l'ont poursuivie toute sa vie ; pendant ses grossesses difficiles, par exemple, elle était traitée par le mercure et par une médication excessive et inefficace — on y voit la raison principale de ses ennuis de santé.
Elle est considérée comme sans doute la plus douée pour les arts parmi les reines de Suède : comme photographe et comme peintre elle a un remarquable talent. Pendant ses voyages en Égypte et en Italie, elle photographie et peint abondamment, et expérimente toutes sortes de techniques de développement photographique, réalisant des travaux de haute qualité. Excellente pianiste, elle peut par exemple jouer sans partition la totalité de l’Anneau du Nibelung de Wagner ; elle a reçu une éducation musicale exceptionnelle et, dans sa jeunesse, a pris des notes aux concerts de cour de Franz Liszt. Ses compositeurs préférés sont Schubert et Beethoven.
Elle s'occupe également de plusieurs œuvres de charité, à la fois en Suède, en Allemagne et en Italie.

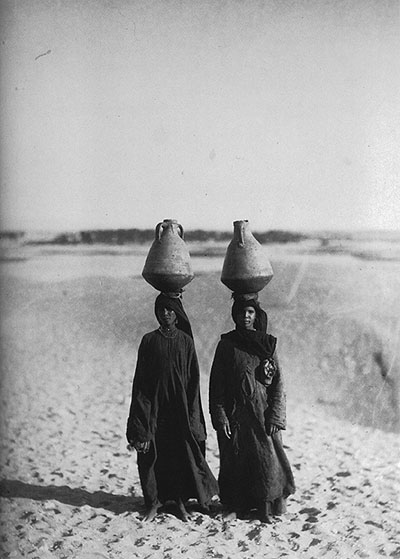
Femmes bédouines en Égypte, 1890, photographiées par Victoria de Suède.

## Importance dynastique
Lorsque son frère, le grand-duc Frédéric II de Bade, meurt sans descendance en 1928, Victoria devient l'héritière de leur arrière-grand-père, le roi Gustave IV Adolphe de Suède, qui a été destitué en 1809. Après un intermède, Bernadotte est alors élu au trône de Suède en 1818, et sa dynastie règne depuis. Le fils de Victoria, le roi Gustave VI Adolphe de Suède, peut ainsi prétendre être l'héritier direct de Gustave IV de la dynastie de Holstein-Gottorp (branche suédoise) et de la dynastie des Vasa, aussi bien que des rois Bernadotte de Suède.

## Fin de vie et mort
Vers la fin de sa vie, voyant décliner la santé de sa patiente, Munthe lui recommande de ne plus s'attarder à Capri, et elle revient vivre en Suède pour quelque temps, s'y faisant bâtir sur l'île d'Öland une villa dans le style de la villa San Michele de Capri, la villa Solliden. Par la suite, elle s'installe à Rome, dans la Villa Svezia.
Sa dernière visite en Suède a lieu à l'occasion du 70e anniversaire de son mari en 1928.
La reine Victoria meurt le 4 avril 1930 à son domicile de la Villa Svezia à Rome à l'âge de 67 ans.

## Titulature
- 7 août 1862 — 20 septembre 1881 : Son Altesse Grand-Ducale Victoria de Bade.
- 20 septembre 1881 — 7 juin 1905 : Son Altesse Royale la princesse héritière consort de Suède et de Norvège, duchesse de Värmland.
- 7 juin 1905 — 8 décembre 1907 : Son Altesse Royale la princesse héritière consort de Suède, duchesse de Värmland.
- 8 décembre 1907 — 4 avril 1930 : Sa Majesté la reine de Suède.

Armoiries de la princesse héritière Victoria de 1881 à 1905.
Armoiries de la princesse héritière Victoria de 1905 à 1907.
Armoiries de la reine Victoria.
Monogramme de la reine Victoria.
Armes de la Reine Victoria avec ordre de la reine Marie-Louise

## Distinctions
- 12 juillet 1883 : dame de l'ordre de la reine Marie-Louise
- 24 janvier 1892 : dame grand-croix de l'ordre de Sainte-Catherine
- 28 avril 1908 : dame de l'ordre des Séraphins
- Dame de l'ordre de Louise